# Голубохвостый тритон
Голубохво́стый трито́н (лат. Cynops cyanurus) — вид тритонов из рода Hypselotriton отряда хвостатых земноводных.

## Описание
Общая длина от 7 до 10 см. Цвет кожи от светло- до тёмно-коричневого, иногда оливковый или бурый. Область позвоночника часто светлее остальной кожи. На брюхе имеются красные или оранжевые пятна неправильной формы на чёрном фоне. Чёрные пятна встречаются и на хвосте самцов. В брачный же период хвост имеет ярко-синюю окраску, давшую название виду.

## Ареал
Эндемик южного Китая, где обитает в провинциях Юньнань и Гуйчжоу. Средой обитания служат лесные пруды и рисовые поля. Размножение происходит в канавах, прудах и прочих мелких водоёмах. После брачного сезона животные выбираются на сушу, но далеко от воды не уходят. Зимуют в сырых пещерах или расщелинах в камнях. Размножение же происходит в весенне-летний период (с пиком в мае—июне).
Данный вид достаточно широко распространён, и угрозы его исчезновения в настоящее время нет.